# Marie-Luise Rainer
Marie-Luise Rainer (Vipiteno, 23 de abril de 1959) es una deportista italiana que compitió en luge en la modalidad individual.
Ganó una medalla de bronce en el Campeonato Mundial de Luge de 1979 y dos medallas en el Campeonato Europeo de Luge, plata en 1980 y bronce en 1988.
Participó en cuatro Juegos Olímpicos de Invierno, entre los años Innsbruck 1976 y Calgary 1988, ocupando el sexto lugar en Sarajevo 1984, en la prueba individual.

## Palmarés internacional
| Campeonato Mundial | Campeonato Mundial | Campeonato Mundial | Campeonato Mundial |
| Año                | Lugar              | Medalla            | Prueba             |
| ------------------ | ------------------ | ------------------ | ------------------ |
| 1979               | Königssee (RFA)    | Medalla de bronce  | Individual         |
| Campeonato Europeo |                    |                    |                    |
| Año                | Lugar              | Medalla            | Prueba             |
| 1980               | Valdaora (Italia)  | Medalla de plata   | Individual         |
| 1988               | Königssee (RFA)    | Medalla de bronce  | Equipo             |